# Théodard de Narbonne
Saint Théodard ou Audard (en latin : Theodardus) était évêque métropolitain de Narbonne. Il serait né à Montauban vers 840 et mort le 1er mai 893 à l'abbaye de Montauriol fondée par des parents, à Montauban. Reconnu saint par l'Église catholique, sa fête est le 1er mai.

## Biographie
Il connut une jeunesse studieuse. Sous-diacre, il accompagna l'évêque de Narbonne dont il devint le secrétaire. Archidiacre, il fut chargé de grandes missions et fut élu évêque, consacré le 15 août 885. Dans cette région qui avait été très bouleversée par les invasions des Sarrasins, il entreprit de tout restaurer. Les musulmans débarquaient souvent encore dans les environs de Narbonne.
« Te chercher et t'aimer n'ont jamais cessé d'être la première de mes préoccupations », disait-il dans sa prière sur son lit de mort.
- Un établissement scolaire catholique, école et collège, à Montauban porte son nom[1].
- L'abbaye de Montauriol située à Montauban lui est dédiée.
- L'église de Villebrumier lui est dédiée et contient les reliques du saint.
- Une église portait son nom à Narbonne; le clocher subsiste encore visible dans le cloître de la cathédrale de Narbonne.

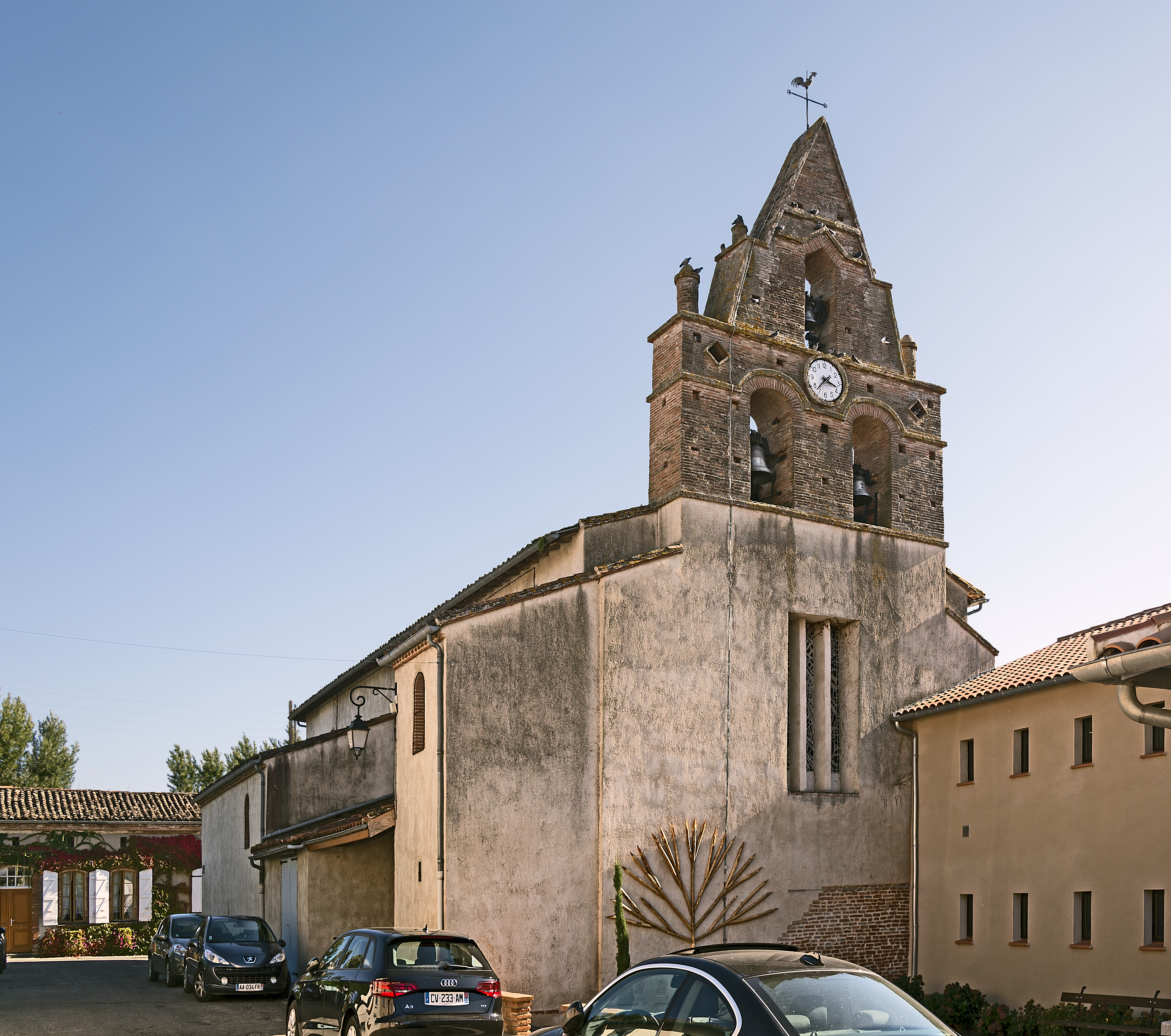
Église Saint-Théodard de Villebrumier.
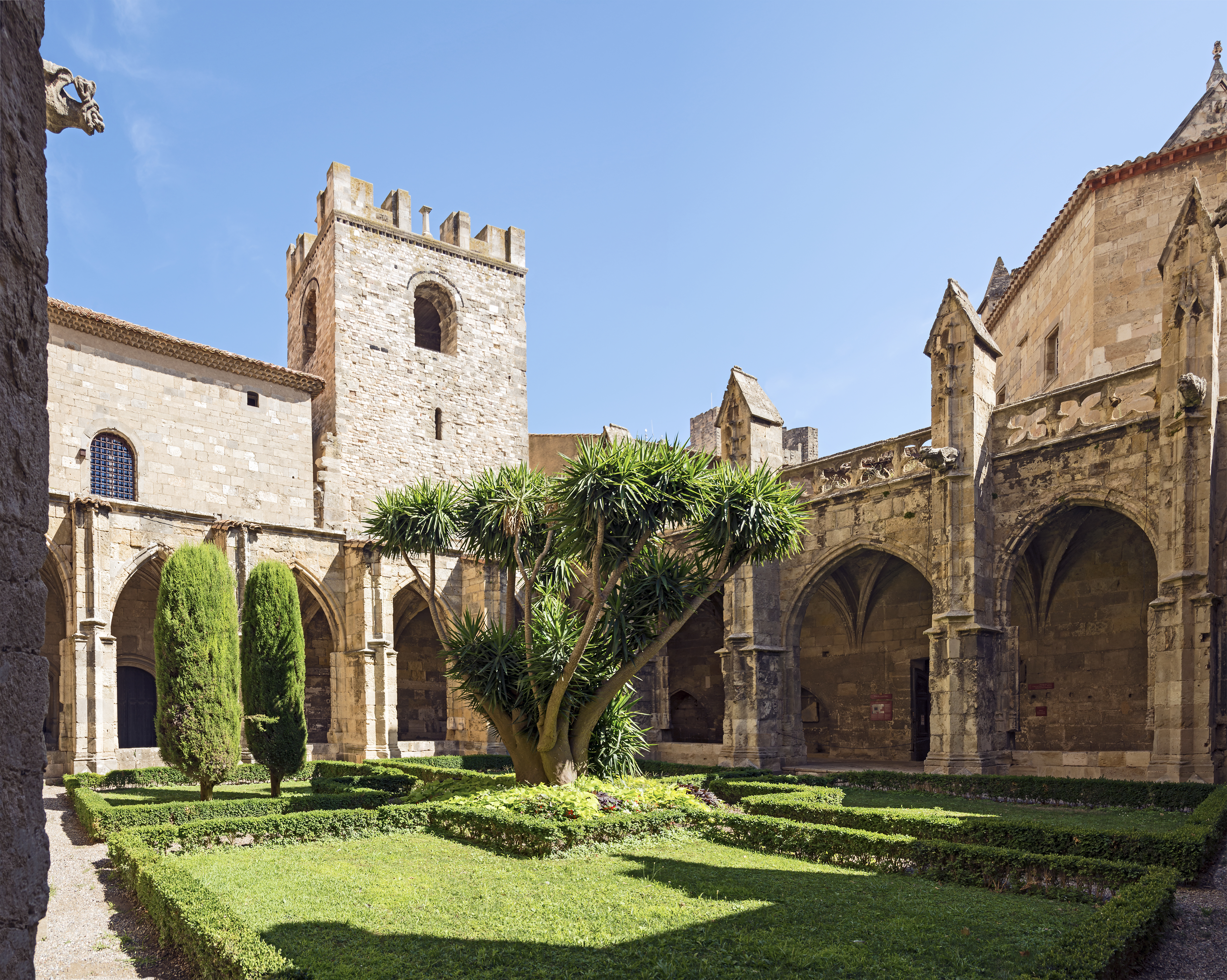
Clocher de l'église de Théodard à Narbonne ( cloître de la cathédrale).